# Boulange
Boulange je francouzská obec v departementu Moselle v regionu Grand Est. V roce 2013 zde žilo 2 512 obyvatel.

## Poloha
Obec leží u hranic departementu Moselle a departementem Meurthe-et-Moselle. Sousední obce jsou: Aumetz, Beuvillers (Meurthe-et-Moselle), Fontoy, Havange, Sancy (Meurthe-et-Moselle) a Tressange.

## Vývoj počtu obyvatel
Počet obyvatel